# Vittoria o morte

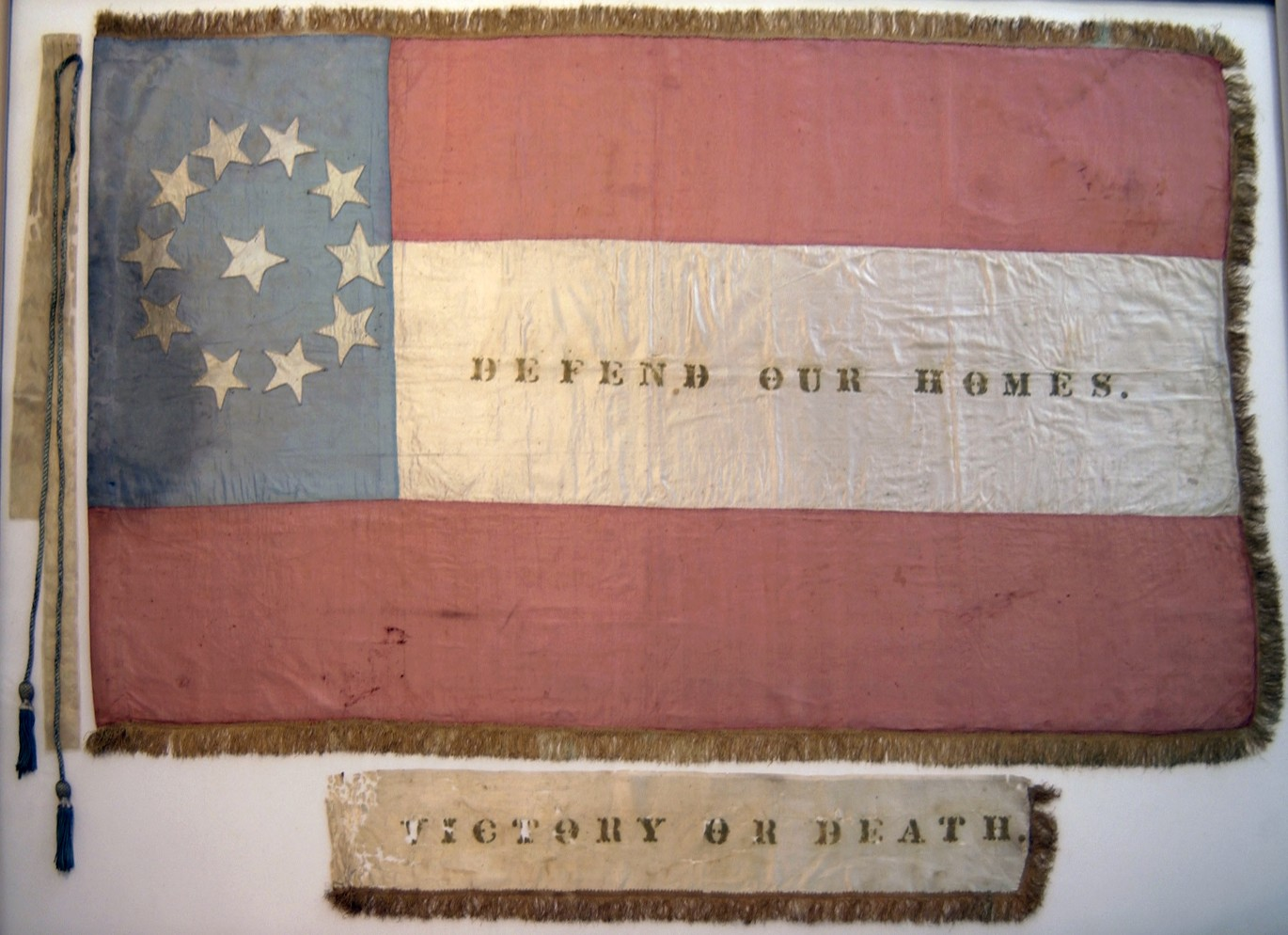
Bandiera degli Stati Confederati d'America (1861)

Vittoria o morte è una frase usata diverse volte nel passato come motto o come grido di battaglia.

## Utilizzo
- è la traduzione dei motti di diversi clan scozzesi:
  - Clan MacDougall e Clan MacNeil: Buaidh no bas (Vittoria o morte!)
  - Clan Macdowall e Clan Maclain di Lochbuie: Vincere vel mori (Vincere o morire!)
- la bandiera di Bedford, il più antico vessillo esistente della rivoluzione americana riporta il motto Vince aut morire (vincere o morire)
- Attaccando a sorpresa, nella battaglia di Trenton, attraversando il fiume Delaware, George Washington gridò "Vittoria!" e la truppa rispose "O morte!"
- "Vittoria o Morte" e "Con o sopra lo Scudo" era il motto riportato sulle prime bandiere rivoluzionare nella Guerra d'indipendenza greca, in particolare dai soldati Manioti;
- William Barret Travis concluse con "Vittoria o morte!" la sua lettera scritta durante la battaglia di Alamo
- "Vincere o morire" è il motto del 32º reggimento corazzato dell'US Army
- Adolf Hitler, durante la seconda guerra mondiale rivolse due volte questo appello:
  - a Erwin Rommel durante la seconda battaglia di El Alamein (ottobre 1942)
  - a Friedrich von Paulus durante la battaglia di Stalingrado (1942-1943)
- Gli arabi, durante la loro espansione nel medioevo, caricavano il nemico urlando: "vittoria o morte!"

- Garrosh Malogrido, personaggio di Warcraft usa questa frase all'inizio di ogni partita su Hearthstone